# 서울 지장사 팔상도
서울 지장사 팔상도(서울 地藏寺 八相圖)는 서울특별시 동작구 지장사 대웅전에 있는 조선시대의 팔상도이다. 1999년 5월 19일 서울특별시의 유형문화재 제120호로 지정되었다.

## 개요
지장사 대웅전에 보존되어 있는 그림으로, 석가모니불의 생애를 묘사한 것이다.
가로 190.5cm, 세로 147.5cm 의 크기로, 비단 바탕에 채색하였으며, 여덟 장면을 한 폭의 화면에 압축하여 그렸다.
화면을 8면으로 나누어 가장 극적인 장면만을 묘사하였는데, 각 장면에 흐르는 형식적인 형태와 탁한 색조는 19세기 말 당시의 불화양식을 잘 반영하고 있다.

## 특징
석가모니의 탄생에서 열반에 이르기까지의 일대기를 8면의 화면에 압축하여 그려 넣은 불화로 대웅전 내 아미타삼존상(阿彌陀三尊像)의 좌측 단 위에 봉안되어있다.
팔상도란 부처의 일대기를 첫째, 도솔천에서 사바세계로 내려오는 도솔내의상(兜率來儀相), 둘째, 룸비니동산에서 탄생하는 비람강생상(毘藍降生相), 셋째, 태자 시절의 석가모니가 성문을 나서 세상을 관찰하는 사문유관상(四門遊觀相), 넷째, 성을 떠나 출가하는 유성출가상(踰城出家相), 다섯째, 눈 덮인 산에서 수도하는 설산수도상(雪山修道相), 여섯째, 보리수 아래에서 마귀의 항복을 받는 수하항마상(樹下降魔相), 일곱째, 녹야원에서 최초의 설법을 하는 녹원전법상(鹿苑轉法相), 여덟째, 사라쌍수 아래에서 열반에 드는 쌍림열반상(雙林涅槃相)의 내용을 표현한 불화이다.

## 내부 묘사
이 그림은 팔상도의 각 장면을 독립된 화폭에 담은 형태를 취하지 않고, 하나의 화폭에 상하 2단으로 구분하여 각기 네 장면씩을 그려넣고 있다. 화면의 순서는 상단의 우측에서부터 좌측으로 하고, 하단도 이와 같이 하여 8상의 도설(圖說)을 전개하고 있다.
도솔내의상은 보통 흰 코끼리를 타고 내려오는 모습과 궁궐의 장면들이 묘사되는 것이 일반적인데, 이 그림에서는 궁궐의 장면이 생략되어 전각의 일부 측면만이 그려져 있다. 비람강생상은 마야부인의 옆구리에서 태어나는 석가모니와 천상천하(天上天下) 유아독존(唯我獨尊)임을 선언하는 장면이 간략하게 그려지고 있다.
사문유관상은 성문을 크게 묘사하여 정작 성 바깥을 관찰하는 모습에 있어서는 사문(沙門)을 만나는 장면과 병든 백성을 살피는 장면만이 도설되고 있으며, 유성출가상은 성문을 빠져 나오는 장면을 간략히 묘사하고 있다.
설산수도상은 화면의 대부분이 높고 험준한 산과 구름 등으로 묘사되고 하단부에 수행하는 석가모니와 고행자들이 작게 표현되고 있으며, 눈 덮인 산의 이미지는 표현되지 않았다.
수행항마상은 암좌 위에 앉아 있는 석가모니에게 공격을 가하는 마귀들의 모습이 표현되고 있다.
녹원전법상은 중앙에 석가모니가 묘사되고, 두광에서 흘러나오는 빛의 표현 속에 시방제불(十方諸佛)을 표현하고, 석가모니 주위로 청중들을 배치하고 있는데, 이는 영산회상도(靈山會上圖)와 같은 종류의 설법도 형식과 같은 것으로 보여져 주목된다.
마지막으로 쌍림열반상은 하단에는 열반에 든 석가모니가 와불(臥佛)로 표현되고, 상단에는 관속에 넣은 후 다비의 의식을 집행하는 모습을 묘사하고 있다.
전반적으로 팔상도의 도설 내용을 간략화 또는 생략한 형태로 제작되었으며, 각 존상(尊像)의 형식적인 묘사, 채색에 있어서는 전반적으로 탁한 색조이며 군청색이 사용되는 19세기 후반의 불화 양식을 보여주는 작품이다.

## 제작자
고종 40년(1890)에 조성된 지장사의 팔상도는 경운당(慶雲堂) 계향(戒香)이 화주가 되고, 상궁(尙宮) 김씨와 박씨의 시주로 화승 한곡당(漢谷堂) 돈법(頓法)이 제작하였다. 돈법은 서울의 봉원사(奉元寺), 경기도 광주의 명성암(明性庵), 여주의 신륵사(神勒寺)에 그의 작품을 남기고 있는 것으로 보아 서울과 경기 동남부 지역을 중심으로 활동한 화승이었던 것으로 보인다.

## 참고 자료
- 지장사 팔상도 - 국가유산청 국가유산포털

 본 문서에는 서울특별시에서 지식공유 프로젝트를 통해 퍼블릭 도메인으로 공개한 저작물을 기초로 작성된 내용이 포함되어 있습니다.